# (2861) Lambrecht
(2861) Lambrecht es un asteroide perteneciente al cinturón de asteroides, descubierto el 3 de noviembre de 1981 por Freimut Börngen y el también astrónomo K. Kirsch desde el Observatorio Karl Schwarzschild, en Tautenburg, Alemania.

## Designación y nombre
Designado provisionalmente como 1981 VL2. Fue nombrado Lambrecht en honor al astrónomo alemán Hermann Lambrecht.